# Округ Мајн-Кинциг
Округ Мајн-Кинциг (нем. Main-Kinzig-Kreis)  је округ  у немачкој савезној држави  Хесен. Седиште округа је град Гелнхаузен, док је највећи град Ханау. Површина округа је 1,397.57 km2. Према процјени има 419,000 становника, што га чини најгушће насељеним округом у савезној држави Хесен. Посебно густо је насељен југозападни део око градова Маинтал и Ханау и који гравитирају граду Франкфурту.
Округ је настао 1974. спајањем округа Ханау, Гелнхаузен и Шлихтерн са независним градом Ханауом. То је, у основи, некадашња територија провинције Хесен-Ханау.

## Географија
Округ се налаз на истоку савезне државе Хесен и једним делом се граничи са Слободном државом Баварском.Округ је свој назив  добио по именима две главне реке, Мајна, која формира границу југозападне области, и њеној десној притоци Кинциг, која тече кроз сред округ од североистока до југозапада.Највиша тачка округа је на 584 метра надморске висине.

## Демографија
| Година | Становника | Извор |
| ------ | ---------- | ----- |
| 1975   | 368.100    | [ 2 ] |
| 1980   | 360.900    | [ 3 ] |
| 1990   | 375.000    | [ 3 ] |
| 2000   | 405.942    | [ 4 ] |
| 2010   | 407.409    | [ 5 ] |
| 2015   | 409.043    | [ 6 ] |

## Градови и општине
(Становништво на дан : 31.12.2018)
| Градови | Општине | |
| --- | --- | --------------------------------------------------------------------------------------------------- |
| 1. Бад Орб (10.020) 2. Бад Зоден-Залминстер (13.370}) 3. Брухкебел (20.427) 4. Ерлензе (14.899) 5. Гелнхаузен(23.073) 6. Ханау (96.023) 7. Лангенселболд (13.979) 8. Мајнтал (39.298) 9. Нидерау (20.333) 10. Шлихтерн (15.914) 11. Штајнау ан дер Штрасе (10.275) 12. Вехтерсбах (12.542) | 1. Бибергеминд (8296) 2. Бирштајн (6198 ) 3. Брахтал ( 5156) 4. Флерсбахтал (2298 ) 5. Фрајгерихт (14.460 ) 6. Гроскроценбург (7559) 7. Гриндау (14.649) 8. Хамерсбах (4818) 9. Хазелрот (7311) 10. Јосгрунд (3465) 11. Линсенгерихт (9871) 12. Нојберг (5416) | 1. Нидердорфелден (3954) 2. Роденбах (11.173) 3. Ронебург (3431) 4. Шенек (11.864) 5. Зинтал (8878) |

Округу припада и ненасељено окружно добро (њем. ’Gutsbezirk ’) Шпесарт.

## Историја
Још за вријеме тридесетогодишњег рата, грофови од Ханауа а уз помоћ шведског краља Густава Адолфа, контролисали подручје од Бокенхеима, подручја северно од данашњег Франкфурта па све до Шлихтерна. Средином 17. века, округ Ханау је већ увелико покривао подручје данашњег округа Маин-Кинзиг. Након 1800-те , доласком Наполеона, долази до урушавања старог систем а подручје данашњег округа долази под управу Великог војводства Франкфурт. Административна јединица "Провинција Ханау" основана је 1821. године. Састојала се од града Ханауа и округа Ханау као и округа Гелнхаусен, Залминстера и Шлихтерна. Са мањим одступањима (нарочито бившег округа Залминстер) , територија административних јединица бивше провинције Ханау у суштини су остале исте до 1974. године,када је дошло до формирања округа какав је данас.

## Грб
Грб представља комбинацију три грба  округа који су се ујединили 1974 у садашњи округ. Лабуд у врху грба, представља Ханау и стари је грб грофова од Ханауа. Орао са леве стране је грб Гелнхаузена. Греде на десној страни преузете су са грба старе франачке племићке куће Хутена, који су посједовали подручје око Бад Зоден-а и Залминстер-а, а које је припадало претходном  округу Шлихтерн. Таласаста греда представља две реке које су округу и дале име. Грб је додељен 30. децембра 1980.

## Култура
Као део манифестације Маин-Кинзиг-Фулда културно лето сваке се године одржавају бројни догађаји из области уметности, позоришта, музике, филма и књижевности. Манифестација  Kinzigtal Total , посвећена рекреативном бициклизму, одржава се једном годишње.

## Образовање
Округ Маин-Кинзиг има густу мрежу основних и средњих школа. Гимназије и стручне школе углавном су концентрисане у средишта некадашњих округа градове Ханау, Гелнхаузен и Шлихтерн. У Фрајгерихту се налази једна од најпознатијих средњих општих школа у Немачкој (нем.Kopernikusschule Freigericht). Државна академија цртања Ханау је једна од најстаријих школа за дизајн племенитих метала у Европи, чији почеци сежу у 1776 годину, када су тадашњи познати златари Ханауа, основали "школу цртања", како би унапредили дизајн накита и посуђа које су производили.
У источном дијелу округа Маин-Кинзиг број школске деце већ годинама опада. Између 2000. и 2012. смањио су се за чак 30%. Од 2012. године, тако да је дошло до спајања као и до затварања одређених школа.

## Међународна сарадња[7]
- Фетије
- Лублин
- Рамат Ган
- Троицк
- Кутина
- округ Истра
- жупанија Комаром-Естергом
- округ Белуно
- Гота
- Дириамба

## Галерија
- Стара зграда опшине у Ханауу
- Лука у Ханауу
- Гримов музеј у Штејнауу.
- Богородичина црква у Гелнхаусену.
- Црква у Гриндау
- Скела преко Мајне у Мaинталу
- Замак Ронебург